# Walter Monckton
Walter Turner Monckton, primer vizconde Monckton de Brenchley (17 de enero de 1891 – 9 de enero de 1965) fue un militar, abogado y político británico que desempeñó el cargo de parlamentario en la Cámara de los Comunes y fue miembro del Gabinete del Reino Unido en varias ocasiones, pero es más conocido por haber sido el asesor legal de Eduardo VIII durante la crisis de abdicación de 1936 y por ser el encargado de redactar el discurso que dio el rey a la nación para hacer pública su abdicación el 11 de diciembre de 1936.

## Primeros años y educación
Monckton nació el 17 de enero de 1891 en Plaxtol, Kent, sus padres fueron Frank William Monckton y Dora Constance Golding. Realizó sus estudios en Harrow School y el Balliol College de la Universidad de Oxford. En 1913, fue presidente de una sociedad de debates conocida como Oxford Union. Suspendió su educación durante la Primera Guerra Mundial, durante la cual sirvió en el Royal West Kent Regiment, por su labor en el frente alcanzó el grado de capitán y fue galardonado con la Cruz Militar. Después de la guerra reanudó sus estudios y se graduó de abogado en 1918.

## Carrera
Al terminar sus estudios comenzó con la práctica privada de su profesión hasta 1932, cuando fue nombrado fiscal general en el ducado de Cornualles. Ese mismo año, el príncipe de Gales —quien más tarde sería Eduardo VIII del Reino Unido—, que conocía a Monckton desde la época de Oxford, lo nombró su asesor legal. En ese cargo actuó como intermediario entre Eduardo y el primer ministro británico Stanley Baldwin durante la crisis de abdicación de 1936, causada por la propuesta del rey de casarse con Wallis Simpson, una socialité estadounidense que se divorció de su primer marido y estaba en proceso de divorciarse por segunda ocasión. 
Entre otras cosas, se encargó de negociar para el rey los términos financieros de la abdicación con el futuro Jorge VI, que incluyeron una pensión anual de £25 000 y £300 000 por la venta de Sandringham House y el castillo de Balmoral, que eran posesiones personales y no pertenecían a los bienes de la corona; también elaboró el discurso que Eduardo tansmitió por radio para hacer pública su abdicación el 11 de diciembre de 1936. Fue el primer  caballero nombrado por Eduardo VIII.
Durante la Segunda Guerra Mundial, trabajó para Neville Chamberlain como director general de la Oficina de Prensa y Censura en 1939 y más tarde para Winston Churchill en asuntos de información y propaganda británica a partir de 1940. Todavía durante el primer gobierno de Churchill fue nombrado procurador general en 1945; ese mismo año, al terminar la guerra en Europa, acudió a la conferencia de Potsdam como delegado británico para la Comisión de Reparación.
Monckton se convirtió en miembro del Partido Conservador y fue elegido como parlamentario el 15 de febrero de 1951, representando a Bristol West en la Cámara de los Comunes. Tras las elecciones generales del 25 de octubre de 1951, Churchill fue elegido como primer ministro por segunda ocasión y lo llamó a formar parte del gabinete como Ministro del Trabajo y Servicio Nacional puesto que desempeñó de 1951 a 1955. El siguiente primer ministro, Anthony Eden, lo designó como Ministro de Defensa en 1955, pero tuvieron desacuerdos políticos y fue transferido al cargo de Tesorero Mayor del Reino. En 1957, fue nombrado vizconde de Brenchley. En sus últimos años y tras abandonar sus funciones parlamentarias desempeñó diferentes funciones en empresas privadas, como la presidencia del Midland Bank.

## Vida privada y fallecimiento
Contrajo matrimonio el 18 de julio de 1914, con Mary Adelaide Somes Colyer-Fergusson, que era hija de Sir Thomas Colyer Colyer-Fergusson y Beatrice Stanley Muller. La pareja tuvo dos hijos, Gilbert Walter Riversdale y Valerie Hamilton, y se divorció en 1947. El 13 de agosto del mismo año, Monckton se casó por segunda ocasión con Lady Bridget Helen Hore-Ruthven, hija de Lord Walter Patrick Hore-Ruthven y Jean Leslie Lampson. Walter Monckton falleció el 9 de enero de 1965 a la edad de 73 años.